# Midem Classical Award
Der MIDEM Classical Award war ein internationaler Schallplattenpreis, der zwischen 2005 und 2010 einmal jährlich von der MIDEM, der größten Musikmesse der Welt, ausgeschrieben wurde und an herausragende klassische Musikproduktionen vergeben wurde.

## Auswahl und Vergabe
Er wurde 2005 als Nachfolger des Cannes Classical Awards gegründet und 2010 eingestellt. Er wurde an CDs und DVDs klassischer Musik vergeben, die sich durch außergewöhnliche Kreativität, Innovation des Repertoires und herausragende künstlerische Qualität auszeichneten. Die Preisverleihung fand jeden Januar anlässlich der MIDEM (Marché international de l’édition musicale), der weltgrößten Musikmesse, in Cannes im Auditorium Debussy des Palais des Festivals et des Congrès statt.

### Jury
Der Preis war der einzige unabhängige Schallplattenpreis für klassische Musik, dessen Jury vor allem aus internationalen Juroren führender Fachmagazine und Rundfunkanstalten bestand. Einmal im Jahr wählte diese Jury ca. 20 Produktionen, Künstler und die Aufnahme des Jahres aus. 2010 nahmen an der Ausschreibung über 600 Produktionen von 111 verschiedenen Schallplattenlabels aus 20 Ländern teil.
Nach der Einstellung des Preises beschloss die Jury, unabhängig von der MIDEM  unter dem Namen International Classical Music Awards (ICMA) weiterzumachen.

## Kategorien des Preises
| - Alte Musik - Musik vor 1600 - Barockmusik: - Musik zwischen 1600 und 1750 - Vokal-Rezitals - Musik für 1-4 Stimmen mit Orchester / Lied, Oper - Chorwerke - Musik für mehr als 4 stimmen mit oder ohne Instrumentalmusik - Oper - Inklusive Operette - Solo-Instrument - Aus allen Epochen - Kammermusik - Musik für 2 bis 10 Instrumente - Konzerte - Werke für ein oder mehrere Solisten mit Ensemble - Symphonische Werke - Werke mit mehr als 10 Spielern – ohne Solisten - Zeitgenössische Musik - Musik, die nicht älter ist als 25 Jahre oder eines lebenden Komponisten - Weltersteinspielung - Erste Aufnahme eines Musikstücks - Historische Aufnahme - Erste kommerzielle CD-Veröffentlichung einer Aufnahme, die älter als 25 Jahre ist - DVD, Oper / Ballett - DVD, Konzerte - DVD, Dokumentationen | - Aufnahme des Jahres - Klassik-Download - Künstler des Jahres - Label des Jahres - Herausragender junger Künstler (IAMA Award) - Jury-Nominierung - Lebenswerk |

## Preisträger
2010 gewannen die Auszeichnung unter anderem Elīna Garanča (beste weibliche Sängerin), Christian Gerhaher (Gesang männlich),  Instrumentalist Angela Hewitt und Mirella Freni für ihr Lebenswerk.